# Aosa sigmoidea
Aosa sigmoidea är en brännreveväxtart som beskrevs av Weigend. Aosa sigmoidea ingår i släktet Aosa och familjen brännreveväxter. Inga underarter finns listade i Catalogue of Life.